# Энгармонизм

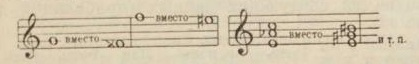
Энгармонизм в нотах
(рисунок из БСЭ1)

Энгармони́зм (от др.-греч. ἐν- «в» + ἁρμονία «гармония») — совпадение по высоте различных по написанию звуков, интервалов, аккордов, тональностей. Энгармонизм стал возможен благодаря темперации, а особенно равномерной темперации. Например, аккорды c-es-fis-a (до/ми-бемоль/фа-диез/ля), his-dis-fis-a (си-диез/ре-диез/фа-диез/ля), c-es-ges-a (до/ми-бемоль/соль-бемоль/ля) на фортепиано и других хроматических темперированных инструментах звучат одинаково, но в контексте гармонической тональности имеют разные (функциональные, «музыкально-логические») значения. С помощью энгармонизма можно осуществлять быстрые модуляции в далёкие тональности.

## Исторический очерк
Первые примеры нотированного энгармонизма носят исключительный характер и мотивированы текстом как в мадригале Л. Маренцио «O voi che sospirate», на словах suo antico stile (итал. «в своём древнем стиле»), энгармонизм используется ради стилизации древнегреческой музыки, как её себе представлял ренессансный композитор.
Применение энгармонических отклонений и модуляций изначально также носило экспериментальный характер, как в гексахордовой фантазии Дж. Булла (не позже 1612 г.). Несколько ярких «энгармонических» экспериментов в разных жанрах поставил Ж.-Ф.Рамо — в Трио па́рок в опере «Ипполит и Арисия» (акт 2, «Quelle soudaine horreur»), в сцене землетрясения в опере «Галантная Индия» (акт 2, хор «Dans les abimes de la terre»), в клавесинной пьесе «L’Enharmonique» («Энгармоническая»). Использование энгармонизма в период его «освоения» композиторами обычно мотивировалось необходимостью создать экстраординарный риторический эффект, как в «Et expecto resurrectionem mortuorum» (Чаю воскресения мертвых) в Мессе h-moll Баха. Другие примеры «барочного» энгармонизма: Бах. Хроматическая фантазия, BWV 903; сольная кантата «La Stravaganza» (итал. «странность», «причуда») Б. Марчелло. 
В музыке романтиков (у Ф. Шуберта, Ф. Шопена, Ф. Листа, Р. Вагнера; особенно у поздних, как, например, у А. Н. Скрябина, М. Регера, Р. Штрауса) энгармонические модуляции использовались на регулярной основе и не связаны, как правило, c каким-либо риторическим эффектом. 
Энгармонизм не следует путать с энармоникой — родом мелоса в античной музыке и концепцией античной гармоники.